# شیخ ابو ناصر
شیخ ابو ناصر (انگلیسی: Sheikh Abu Naser; ۱ سپتامبر ۱۹۲۸ – ۱۵ اوت ۱۹۷۵) سیاستمدار اهل بنگلادش و تنها برادر رئیس‌جمهور بنگلادش، شیخ مجیب‌الرحمن و عموی شیخ حسینه، نخست‌وزیر کنونی بنگلادش بود.

## دوران ابتدایی زندگی
شیخ ابو ناصر ۴ خواهر داشت و برادر بزرگترش شیخ مجیب‌الرحمن بود.